# Peripolární buňka

Ledvinové tělísko
A – Ledvinné tělísko
B – Proximální stočený kanálek
C – Distální stočený kanálek
D – Juxtaglomerulární aparát
1. Basální lamina
2. Bowmanův váček – parietální vrstva
3. Bowmanův váček – viscerální vrstva
3a. Pedikl
3b. Podocyt
4. Bowmanův prostor (močový prostor)
5a. Mesangium – Intraglomerulární buňka
5b. Mesangium – Extraglomerulární buňka
6. Granulární buňky (Juxtaglomerulární buňky)
7. Macula densa
8. Myocyty (hladké svalstvo)
9. Arteriola afferent
10. Kapiláry glomerulu
11. Arteriola efferent

Peripolární buňky (PPC) se nacházejí v juxtaglomerulárním aparátu ledvin a patří mezi buňky sekreční. I když tyto buňky byly již popsány, stále existuje mnoho neznámých histologických a fyziologických vlastností.

## Popis
Peripolární buňky mají denzní, na membránu vázané vakuoly o průměru 0,4 až 2,1 µm. Jsou uloženy v těsné blízkosti mesangiálních buněk a kořene ledvinového tělíska.

## Historie
V roce 1979 byl popsán nový druh buněk nalezených v ledvinovém tělísku u ovcí. Tyto buňky byly pojmenovány „peripolární“ kvůli jejich prstencovité distribuci kolem vaskulárního pólu. Jsou umístěny v blízkosti inflexního bodu mezi parietální a viscerální vrstvou. Zpočátku byly klasifikovány jako epiteliální buňky kvůli jejich umístění nad bazální membránou Bowmanova tělíska a množstvím spojů mezi bazální membránou a PPC.

## Funkce
Peripolární buňky mají zřetelně sekreční funkci, konkrétní funkce však zatím není známá. Předpokládá se, že se podílejí na regulačních mechanismech juxtaglomerulárního aparátu působením na kontrakci cév.

## Výskyt
PPC jsou přítomny u mnoha druhů zvířat a jejich výskyt se potvrdil také u lidí. Procento výskytu PPC se liší podle živočišného druhu a věku: u lidí byly nalezeny v 6,5 % renálních krvinek, u laboratorních myší ve 45 % a u ovcí v 85 %. Blíže se tyto buňky zkoumaly histochemickou a imunohistochemickou metodou právě u ovcí, protože ovčí PPC jsou větší než PPC jiných druhů. Bylo také zjištěno, že novorozená jehňata mají ve srovnání s dospělými ovcemi vyšší počet PPC.